# Championnat d'Afrique féminin de basket-ball 2015
Navigation
Mozambique 2013 Mali 2017
Le Championnat d'Afrique féminin de basket-ball (Afrobasket) de la FIBA 2015 est le 22e championnat FIBA Afrique pour les femmes, placé sous l’égide de la FIBA, instance mondiale régissant le basket-ball. Le tournoi est organisé par le Cameroun à Yaoundé du 24 septembre au 03 octobre 2015 avec des matchs joués principalement au palais polyvalent des sports de Yaoundé. L'équipe vainqueur est qualifiée pour les jeux olympiques d'été de 2016 à Rio de Janeiro au Brésil.

## Qualification
| Groupe A                                              | Groupe B                                     |
| ----------------------------------------------------- | -------------------------------------------- |
| Cameroun Mozambique Afrique du Sud Gabon Ouganda Mali | Angola Sénégal Guinée Égypte Algérie Nigeria |

## Compétition
Le tirage au sort a lieu le 9 mai 2015 à Yaoundé au Cameroun. La première phase du tournoi se joue sous forme de championnat où chaque équipe rencontre les cinq adversaires de son groupe. Les quatre meilleures équipes de chaque groupe se qualifient pour la phase finale, qui se dispute selon le système de matches à élimination directe à partir des quarts de finale (demi-finales et finale).

### Phase de groupe

#### Groupe A
| Groupe A |                |     |   |   |     |     |      |  |
| Cl       | Équipe         | Pts | G | P | PP  | PC  | Diff |  |
| 1        | Cameroun       | 10  | 5 | 0 | 343 | 238 | +105 |  |
| 2        | Mali           | 9   | 4 | 1 | 313 | 241 | +72  |  |
| 3        | Mozambique     | 8   | 3 | 2 | 344 | 267 | +77  |  |
| 4        | Gabon          | 7   | 2 | 3 | 309 | 298 | +11  |  |
| 5        | Ouganda        | 6   | 1 | 4 | 233 | 345 | -112 |  |
| 6        | Afrique du Sud | 5   | 0 | 5 | 206 | 359 | -153 |  |

| 24 septembre | Gabon          | 70 | 39 | Ouganda        |
| 24 septembre | Afrique du Sud | 27 | 69 | Mali           |
| 24 septembre | Cameroun       | 68 | 54 | Mozambique     |
| 25 septembre | Mozambique     | 73 | 50 | Ouganda        |
| 25 septembre | Afrique du Sud | 42 | 71 | Gabon          |
| 25 septembre | Cameroun       | 44 | 43 | Mali           |
| 26 septembre | Mozambique     | 86 | 43 | Afrique du Sud |
| 26 septembre | Ouganda        | 34 | 86 | Cameroun       |
| 26 septembre | Mali           | 71 | 63 | Gabon          |
| 28 septembre | Ouganda        | 55 | 43 | Afrique du Sud |
| 28 septembre | Mali           | 57 | 52 | Mozambique     |
| 28 septembre | Ouganda        | 55 | 73 | Mali           |
| 29 septembre | Afrique du Sud | 51 | 78 | Cameroun       |
| 29 septembre | Gabon          | 49 | 79 | Mozambique     |

#### Groupe B
| Groupe B |         |     |   |   |   |     |     |      |
|          | Équipe  | Pts | J | G | P | PP  | PC  | Diff |
| 1        | Angola  | 10  | 5 | 4 | 1 | 319 | 250 | 69   |
| 2        | Nigeria | 9   | 5 | 4 | 1 | 402 | 285 | 117  |
| 3        | Sénégal | 8   | 5 | 3 | 2 | 366 | 303 | 63   |
| 4        | Égypte  | 7   | 5 | 3 | 2 | 370 | 361 | 9    |
| 5        | Guinée  | 6   | 5 | 1 | 4 | 278 | 438 | -160 |
| 6        | Algérie | 5   | 5 | 0 | 5 | 285 | 383 | -98  |

| 24 septembre | Égypte  | 96  | 55  | Algérie |
| 24 septembre | Angola  | 50  | 46  | Sénégal |
| 25 septembre | Guinée  | 73  | 81  | Égypte  |
| 25 septembre | Sénégal | 70  | 62  | Algérie |
| 25 septembre | Angola  | 57  | 51  | Nigeria |
| 26 septembre | Nigeria | 97  | 68  | Égypte  |
| 26 septembre | Sénégal | 102 | 44  | Guinée  |
| 26 septembre | Algérie | 53  | 71  | Angola  |
| 27 septembre | Guinée  | 47  | 100 | Nigeria |
| 28 septembre | Algérie | 66  | 67  | Guinée  |
| 28 septembre | Angola  | 52  | 53  | Égypte  |
| 28 septembre | Nigeria | 75  | 64  | Sénégal |
| 29 septembre | Égypte  | 72  | 84  | Sénégal |
| 29 septembre | Algérie | 49  | 79  | Nigeria |
| 29 septembre | Guinée  | 47  | 88  | Angola  |

### Phase finale
|  | Quarts de finale | Quarts de finale | Quarts de finale | Quarts de finale |          |          | Demi-finales | Demi-finales | Demi-finales                  | Demi-finales                  |                               |                               | Finale    | Finale    | Finale    | Finale    |
|  |                  |                  |                  |                  |          |          |              |              |                               |                               |                               |                               |           |           |           |           |
|  | 1er octobre      | 1er octobre      | 1er octobre      | 1er octobre      |          |          | 2 octobre    | 2 octobre    | 2 octobre                     | 2 octobre                     |                               |                               | 3 octobre | 3 octobre | 3 octobre | 3 octobre |
|  | 1er octobre      | 1er octobre      | 1er octobre      | 1er octobre      |          |          | 2 octobre    | 2 octobre    | 2 octobre                     | 2 octobre                     |                               |                               | 3 octobre | 3 octobre | 3 octobre | 3 octobre |
|  | Égypte           | Égypte           | 54               | 54               |          |          | 2 octobre    | 2 octobre    | 2 octobre                     | 2 octobre                     |                               |                               | 3 octobre | 3 octobre | 3 octobre | 3 octobre |
|  | Égypte           | Égypte           | 54               | 54               |          |          | 2 octobre    | 2 octobre    | 2 octobre                     | 2 octobre                     |                               |                               | 3 octobre | 3 octobre | 3 octobre | 3 octobre |
|  | Cameroun         | Cameroun         | 76               | 76               |          |          | 2 octobre    | 2 octobre    | 2 octobre                     | 2 octobre                     |                               |                               | 3 octobre | 3 octobre | 3 octobre | 3 octobre |
|  | Cameroun         | Cameroun         | 76               | 76               | Cameroun | Cameroun | 71           | 71           |                               |                               |                               |                               | 3 octobre | 3 octobre | 3 octobre | 3 octobre |
|  | 1er octobre      |                  |                  |                  | Cameroun | Cameroun | 71           | 71           |                               |                               |                               |                               | 3 octobre | 3 octobre | 3 octobre | 3 octobre |
|  |                  |                  | Nigeria          | Nigeria          | 70       | 70       |              |              |                               |                               |                               |                               | 3 octobre | 3 octobre | 3 octobre | 3 octobre |
|  | Mozambique       | Mozambique       | Nigeria          | Nigeria          | 70       | 70       | 66           | 66           |                               |                               |                               |                               | 3 octobre | 3 octobre | 3 octobre | 3 octobre |
|  | Mozambique       | Mozambique       | 2 octobre        |                  |          |          | 66           | 66           |                               |                               |                               |                               | 3 octobre | 3 octobre | 3 octobre | 3 octobre |
|  | Nigeria          | Nigeria          | 71               | 71               |          |          |              |              |                               |                               |                               |                               | 3 octobre | 3 octobre | 3 octobre | 3 octobre |
|  | Nigeria          | Nigeria          | 71               | 71               | Cameroun | Cameroun | 66           | 66           |                               |                               |                               |                               |           |           |           |           |
|  | 1er octobre      |                  |                  |                  | Cameroun | Cameroun | 66           | 66           |                               |                               |                               |                               |           |           |           |           |
|  |                  |                  | Sénégal          | Sénégal          | 81       | 81       |              |              |                               |                               |                               |                               |           |           |           |           |
|  | Gabon            | Gabon            | Sénégal          | Sénégal          | 81       | 81       | 44           | 44           |                               |                               |                               |                               |           |           |           |           |
|  | Gabon            | Gabon            |                  |                  |          |          |              |              |                               |                               |                               |                               |           |           |           |           |
|  | Angola           | Angola           | 57               | 57               |          |          |              |              |                               |                               |                               |                               |           |           |           |           |
|  | Angola           | Angola           | 57               | 57               | Angola   | Angola   | 54           | 54           | Match pour la troisième place | Match pour la troisième place | Match pour la troisième place | Match pour la troisième place |           |           |           |           |
|  | 1er octobre      |                  |                  |                  | Angola   | Angola   | 54           | 54           | Match pour la troisième place | Match pour la troisième place | Match pour la troisième place | Match pour la troisième place |           |           |           |           |
|  |                  |                  | Sénégal          | Sénégal          | 56       | 56       |              |              | 3 octobre                     | 3 octobre                     | 3 octobre                     | 3 octobre                     |           |           |           |           |
|  | Sénégal          | Sénégal          | Sénégal          | Sénégal          | 56       | 56       | 57           | 57           | 3 octobre                     | 3 octobre                     | 3 octobre                     | 3 octobre                     |           |           |           |           |
|  | Sénégal          | Sénégal          |                  |                  |          |          |              | 57           |                               |                               | Nigeria                       | Nigeria                       | 65        | 65        |           |           |
|  | Mali             | Mali             | 38               | 38               |          |          |              |              |                               |                               | Nigeria                       | Nigeria                       | 65        | 65        |           |           |
|  | Mali             | Mali             | 38               | 38               | Angola   | Angola   | 55           | 55           |                               |                               |                               |                               |           |           |           |           |
|  |                  |                  |                  |                  |          |          |              |              |                               |                               |                               |                               |           |           |           |           |

#### Classement 5 à 8
|  | Tour de classement | Tour de classement |            |    | 5e place  | 5e place  |
|  | Tour de classement | Tour de classement |            |    | 5e place  | 5e place  |
|  |                    |                    |            |    |           |           |
|  | 2 octobre          | 2 octobre          |            |    | 3 octobre | 3 octobre |
|  | 2 octobre          | 2 octobre          |            |    | 3 octobre | 3 octobre |
|  | Égypte             | 76                 |            |    | 3 octobre | 3 octobre |
|  | Égypte             | 76                 |            |    | 3 octobre | 3 octobre |
|  | Mozambique         | 99                 |            |    | 3 octobre | 3 octobre |
|  | Mozambique         | 99                 | Mozambique | 68 |           |           |
|  | 2 octobre          |                    | Mozambique | 68 |           |           |
|  |                    | Mali               | 69         |    |           |           |
|  | Gabon              | Mali               | 69         | 52 |           |           |
|  | Gabon              |                    |            | 52 |           |           |
|  | Mali               | 71                 |            |    |           |           |
|  | Mali               | 71                 | 7e place   |    |           |           |
|  |                    |                    |            |    |           |           |
|  | 3 octobre          |                    |            |    |           |           |
|  |                    |                    |            |    |           |           |
|  | Égypte             | 67                 |            |    |           |           |
|  | Égypte             | 67                 |            |    |           |           |
|  | Gabon              | 71                 |            |    |           |           |
|  | Gabon              | 71                 |            |    |           |           |

#### Classement 9 à 12
|  | Tour de classement | Tour de classement |           |    | 9e place  | 9e place  |
|  | Tour de classement | Tour de classement |           |    | 9e place  | 9e place  |
|  |                    |                    |           |    |           |           |
|  | 1er octobre        | 1er octobre        |           |    | 2 octobre | 2 octobre |
|  | 1er octobre        | 1er octobre        |           |    | 2 octobre | 2 octobre |
|  | Algérie            | 73                 |           |    | 2 octobre | 2 octobre |
|  | Algérie            | 73                 |           |    | 2 octobre | 2 octobre |
|  | Ouganda            | 75                 |           |    | 2 octobre | 2 octobre |
|  | Ouganda            | 75                 | Ouganda   | 52 |           |           |
|  | 1er octobre        |                    | Ouganda   | 52 |           |           |
|  |                    | Guinée             | 53        |    |           |           |
|  | Afrique du Sud     | Guinée             | 53        | 57 |           |           |
|  | Afrique du Sud     |                    |           | 57 |           |           |
|  | Guinée             | 61                 |           |    |           |           |
|  | Guinée             | 61                 | 11e place |    |           |           |
|  |                    |                    |           |    |           |           |
|  | 2 octobre          |                    |           |    |           |           |
|  |                    |                    |           |    |           |           |
|  | Algérie            | 87                 |           |    |           |           |
|  | Algérie            | 87                 |           |    |           |           |
|  | Afrique du Sud     | 49                 |           |    |           |           |
|  | Afrique du Sud     | 49                 |           |    |           |           |

## Classement final
L'équipe championne, le Sénégal, est qualifiée pour les Jeux olympiques d'été de 2016.
Les équipes classées deuxième et troisième, le Cameroun et le Nigeria, sont qualifiées pour le tournoi pré-olympique.
| Place                       | Équipes        | V-D   |
| --------------------------- | -------------- | ----- |
| Médaille d'or, Afrique      | Sénégal        | 6 -2  |
| Médaille d'argent, Afrique  | Cameroun       | 7 - 1 |
| Médaille de bronze, Afrique | Nigeria        | 6 - 2 |
| 4                           | Angola         | 5 - 3 |
| 5                           | Mali           | 6 - 2 |
| 6                           | Mozambique     | 4 - 4 |
| 7                           | Gabon          | 3 - 5 |
| 8                           | Égypte         | 3 - 5 |
| 9                           | Guinée         | 3 - 4 |
| 10                          | Ouganda        | 2 - 5 |
| 11                          | Algérie        | 1 - 6 |
| 12                          | Afrique du Sud | 0 - 7 |

## Récompenses
Les récompenses individuelles sont les suivantes :
- Meilleure joueuse :  Aya Traoré
- Équipe type :
  -  Aya Traoré
  -  Ramses Lonlack
  -  Géraldine Robert
  -  Deolinda Ngulela
  -  Adaora Elonu